# Rx (Medicate)
«Rx (Medicate)» es una canción escrita y grabada por la banda canadiense de rock Theory of a Deadman de su sexto álbum de estudio, Wake Up Call (2017). Fue producido por Martin Terefe y grabado en Kensaltown Studios de Terefe en Londres. Junto con el sonido de hard rock habitual del grupo, la canción utiliza elementos de géneros de música pop y country. La transición de la banda al género pop ha sido asociada con el cantante Tyler Connolly, por la habilidad para tocar el piano recientemente adquirida, que forzó un cambio en su estilo de composición.
"Rx (Medicate)" se lanzó junto con su vídeo musical el 27 de julio de 2017, como el primer sencillo de Wake Up Call y sirvió como una descarga instantánea de los pedidos anticipados del álbum. Recibió críticas mixtas de críticos de música y fue elogiado por ser socialmente consciente, pero criticado por aspectos de su música y letras. El sencillo se convirtió en el tercer sencillo de Theory of a Deadman para encabezar la lista Billboard US Mainstream Rock y fue certificado por Oro. Le valió a la banda el Canción No.1 de Society of Composers, Authors and Music Publishers of Canada (SOCAN) y fue nominada para la "Canción de rock del año" en los iHeartRadio Music Awards de 2018.

## Composición y letra
La letra del sencillo trata sobre la epidemia de opiáceos que ha afectado a América del Norte, particularmente a los Estados Unidos. El cantante principal, Tyler Connolly, dijo que quería asegurarse de que las letras no transmiten el mensaje de que es "genial estar drogado" o de que la banda estaba aprovechando o "burlándose" de las cuestiones relacionadas con el abuso de sustancias. La primera parte del coro de la pista consiste en Cann Connolly, "Estoy tan aburrido / Nada que hacer hoy". Connolly dijo que el coro había sido escrito antes del resto de la canción; le dijo a iHeartRadio que estaba "aburrido y sentado", y le dijo a Billboard, "Probablemente podría haber hablado de cualquier cosa y hacer que la canción sea tonta y estúpida". El coro cambia a un tema más serio, terminando con la letra "Supongo que me sentaré y medicaré".
La música de "Rx (Medicate)" contiene un riff de guitarra acústica, una melodía silbadora distintiva interpretada por Connolly, el sonido de cuerdas en el fondo y elementos de la música country. Classic Rock llamó a la canción "una pieza atmosférica de pop-rock acústico", y Billboard y Loudwire.ambos dijeron que se inclina más hacia el género pop en lugar del habitual sonido hard-rock de la banda. Esto se ha atribuido a que Connolly aprendió a tocar el piano, lo cual, según dijo, lo obligó a escribir música de manera diferente. Rechazó la noción de que estaba abandonando el rock o estaba tratando de complacer las tendencias musicales, y también dijo que el cambio de dirección musical de la canción había ocurrido naturalmente, lo que él, el resto de la banda y el sello discográfico respaldaban.

## Recepción crítica
James Christopher Monger de AllMusic llamó a Wake Up Call un "anti-himno de la crisis opioide" y una de las canciones del disco que se sintió "enraizada en el presente". Alternative Addiction lo llamó, junto con otras canciones del álbum, "ridículamente divertido". En críticas menos entusiastas de Wake Up Call, Jonni D de Über Röck criticó el sencillo, afirmando que los "ganchos silbadores autoajustados causan estragos auditivos".
Connolly reconoció que la canción ha atraído "algún rechazo de parte de los fanáticos", pero también recibió una recepción positiva en las presentaciones en vivo. El guitarrista Dave Brenner apoyó su declaración, diciendo: "Ves fanáticos cantando con lágrimas cayendo por sus rostros. Es una locura". Connolly dijo que sentía que esta era la "canción más importante" que la banda haya escrito alguna vez; el bajista Dean Back dijo: "Parece que es la canción más grande de nuestra carrera en este momento".

## Rendimiento y popularidad
"Rx (Medicate)" debutó en el número 32 en la lista Billboard Mainstream Rock en agosto de 2017. En su décima semana, el sencillo llegó al número uno, donde permaneció durante seis semanas consecutivas. Esto lo convirtió en la tercera canción de Theory of a Deadman, después de "Bad Girlfriend" y "Lowlife", para encabezar esta tabla en particular. En la lista de Rock Airplay, "Rx (Medicate)" alcanzó el número ocho y alcanzó el número 28 en su séptima semana en la tabla de Alternative Songs.

## Video musical
El vídeo musical de "Rx (Medicate)" fue filmado en Los Ángeles por la directora Maria Juranic. La narrativa principal del video se centra en Rose, una adolescente que vende medicamentos recetados para ayudar económicamente a su madre enferma. Las escenas de Rose deteniéndose en varios hogares para entregar las drogas se alternan con escenas de las personas que se ven afectadas por las drogas que vende. Estos se entremezclan con los clips de la banda que circula por la ciudad en un auto convertible 1972. 
En un momento, el grupo y Rose se cruzan en una intersección. A partir de marzo de 2018, el vídeo musical se ha visto más de 24 millones de veces en la cuenta oficial de YouTube de la banda.

## Descarga digital
Todas las canciones escritas y compuestas por Theory of a Deadman. 
| N.º | Título          | Duración |  |
| 1.  | «Rx (Medicate)» | 3:53     |  |

## Posicionamiento en lista
| Lista (2017)                                  | Posiciones |
| --------------------------------------------- | ---------- |
| Canadian Hot 100 (Billboard)                  | 86         |
| US Bubbling Under Hot 100 Singles (Billboard) | 10         |
| US Mainstream Rock (Billboard)                | 1          |
| US Hot Rock Songs (Billboard)                 | 4          |
| US Rock Airplay (Billboard)                   | 8          |
| US Alternative Songs (Billboard)              | 28         |
| US Rock Digital Song Sales (Billboard)        | 4          |

## Personal
- Tyler Connolly – Vocalista , Guitarra
- Dave Brenner – Guitarra principal
- Dean Back – Bajo
- Joey Dandeneau – Batería